# 太始 (漢)
太始（たいし）は、中国、前漢の武帝の治世に用いられた元号。第9元。
紀元前96年 - 紀元前93年。

## 出来事
- 3年：昭帝（武帝の末子）誕生。

## 西暦との対照表
| 太始 | 元年   | 2年    | 3年    | 4年    |
| 西暦 | 前96年 | 前95年 | 前94年 | 前93年 |
| 干支 | 乙酉   | 丙戌   | 丁亥   | 戊子   |